# Bötersen
Bötersen település Németországban, azon belül Alsó-Szászország tartományban. Lakosainak száma 1099 fő (2023. december 31.).

## Népesség
A település népességének változása:
| Lakosok száma | 1075 | 1060 | 1074 | 1093 | 1115 | 1099 |
|               | 2016 | 2017 | 2019 | 2021 | 2022 | 2023 |